# Edmond Bourlier

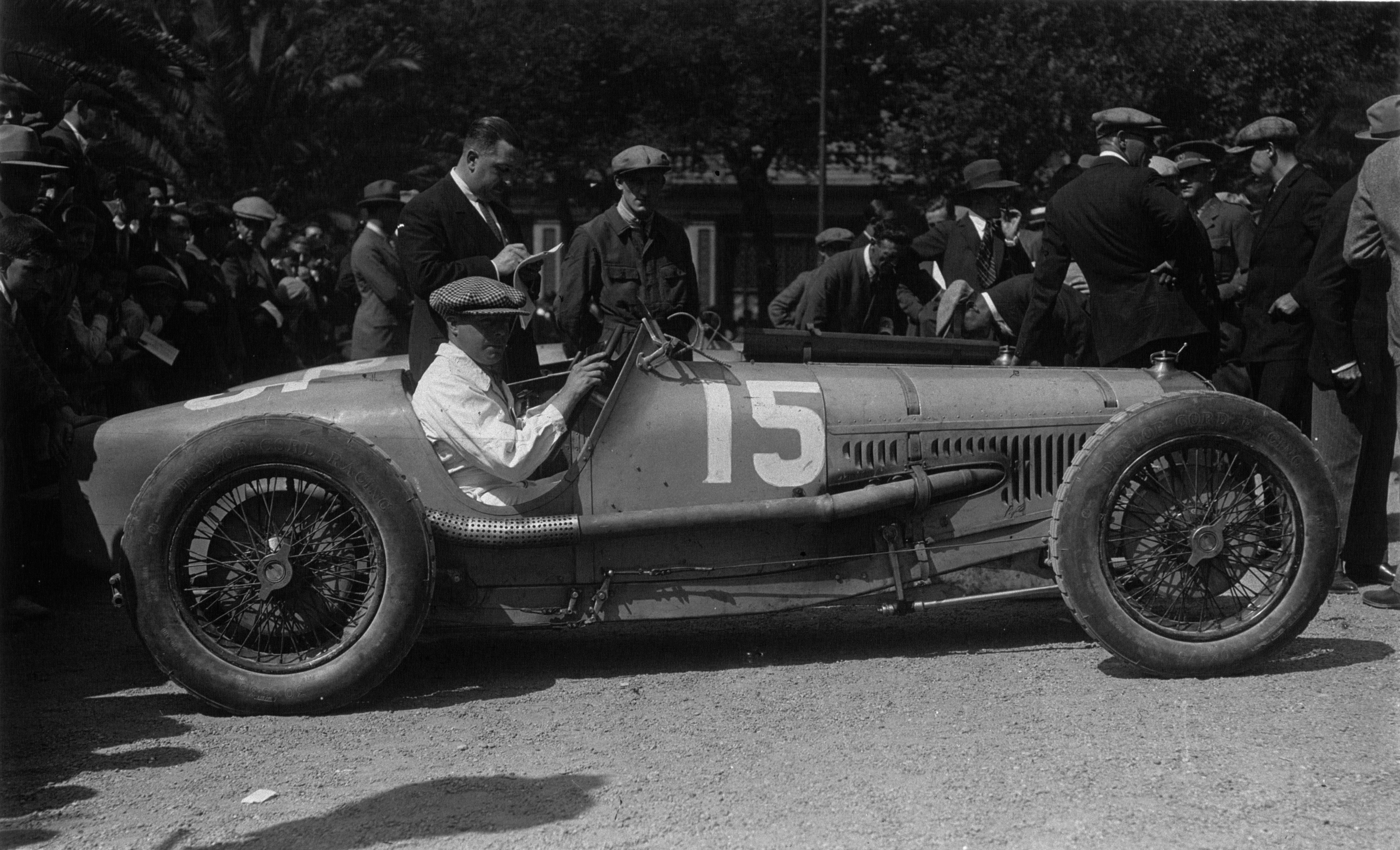
Edmond Bourlier im Delage Type 15 S 8 beim Gran Premio de San Sebastián 1926

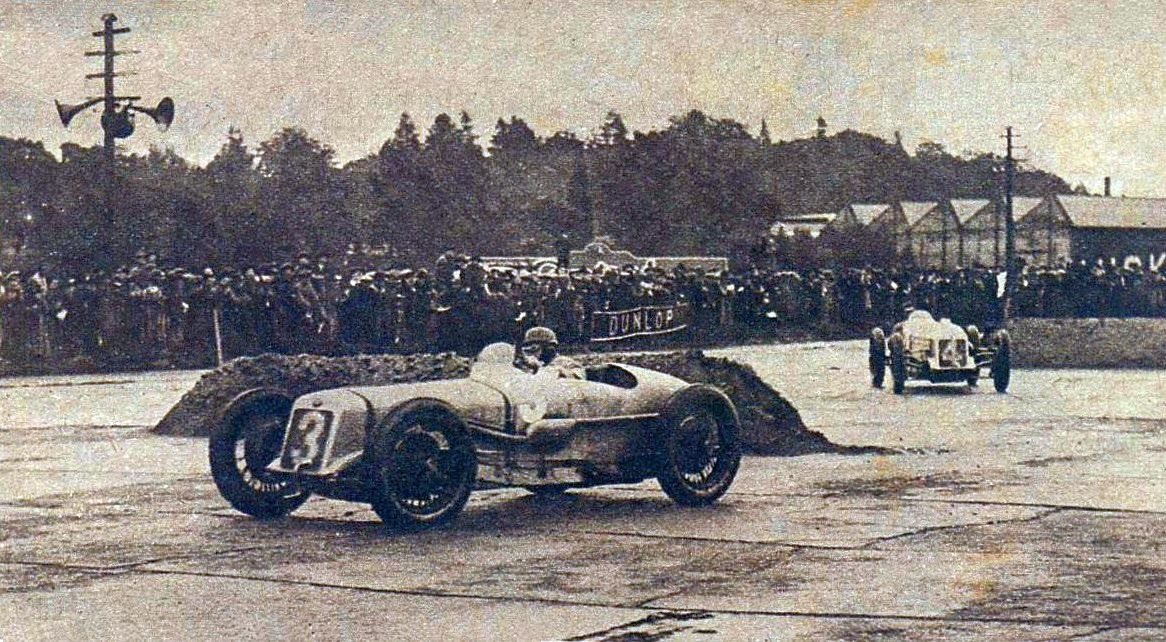
Edmond Bourlier im Delage Type 15 S 8 vor seinem Teamkollegen Albert Divo beim Großen Preis von Großbritannien 1927

Edmond Jules Raymond Bourlier (* 5. Oktober 1895 in Boulogne-Billancourt; † 25. März 1936 in Puteaux) war ein französischer Autorennfahrer.

## Karriere
Edmond Bourlier stieg in den frühen 1920er-Jahren bei Automobiles Talbot vom Mechaniker zum Rennfahrer auf. Seinen ersten Renneinsatz hatte er 1923 bei der XI Coupe des Voiturettes auf dem Circuit des 24 Heures. Bourlier gehörte neben Albert Divo und Jules Moriceau zur Werksmannschaft von Talbot. Sein Talbot 70 fiel nach 9 Runden durch einen Reifenschaden aus. Erstmals auf das Siegerpodest der ersten drei Piloten kam er beim Grand Prix de l’Ouverture 1924 für Voiturettes am Autodrome de Linas-Montlhéry, wo die drei siegreichen Talbots nach knapp zwei Stunden Fahrzeit innerhalb von 0,2 Sekunden ins Ziel kamen. Edmond Bourlier erreichte hinter Jack Scales und Henry Segrave den dritten Rang.
Edmond Bourlier wollte Grand-Prix-Rennen fahren und in der Automobilweltmeisterschaft starten, die Talbot-Teamleitung ließ ihn jedoch nur bei Voiturette-Rennen antreten. Er verließ daher das Unternehmen, dem er bereits zu Darracq-Zeiten angehört hatte, und wechselte 1926 zu Delage, wo er beim Gran Premio de San Sebastián sein Grand-Prix-Debüt gab. Extreme Hitze und schlechte Kühlung in den Cockpits der Delage Type 15 S 8 machte das Rennfahrern fast unmöglich. Bourlier kam nach 18 Runden dehydriert und völlig erschöpft an die Boxen und übergab den Wagen an Robert Sénéchal, mit dem er sich dann bis zum Rennende im Cockpit abwechselte. Da Sénéchal kein offizieller Reservefahrer war, folgte für das zweitplatzierte Duo nach der Zieldurchfahrt die Disqualifikation. Delage legte gegen diese Entscheidung umgehend Protest ein, dem schließlich beim Oktober-Meeting der AIACR mit der Begründung stattgegeben wurde, dass sowohl die Rennleitung als auch Konkurrent Bugatti dem Fahrerwechsel ausdrücklich zugestimmt hatten.
1927 gehörte Bourlier zur Delage-Weltmeistermannschaft. Gegen den alles überragenden Teamkollegen Robert Benoist war er bei den Einzelrennen jedoch chancenlos. Benoist siegte bei allen vier Grand-Prix-Rennen, während sich Bourlier mit dem zweiten Rängen bei den Großen Preisen von Frankreich und Großbritannien und dem dritten beim Rennen in Spanien zufriedengeben musste. Nach dem Rückzug von Gelage vom Rennsport, fuhr Bourlier mit privat gemeldeten Bugatti einige Jahre weiter Grand-Prix-Rennen. An die Erfolge mit Delage konnte er nicht mehr anschließen.
Zweimal startete er beim 24-Stunden-Rennen von Le Mans, konnte aber beide Rennen nicht zu Ende fahren. Er starb im Frühjahr 1935 nach langer Krankheit.

## Statistik

### Le-Mans-Ergebnisse
| Jahr | Team                       | Fahrzeug                | Teamkollege            | Platzierung | Ausfallgrund |
| ---- | -------------------------- | ----------------------- | ---------------------- | ----------- | ------------ |
| 1925 | Automobiles Talbot-Darracq | Talbot-Darracq Type C   | Jules Moriceau         | Ausfall     | Unfall       |
| 1930 | Robert Parke               | Stutz Model M Blackhawk | Philippe de Rothschild | Ausfall     | Achsbruch    |